# Летчфорд, Евгений Иосифович
Евгений Иосифович Летчфорд (21 февраля 1913 года, Нижний Новгород, Российская империя — 20 октября 1983, Горький, РСФСР, СССР) — советский конькобежец, 2-кратный абсолютный чемпион СССР, 2-кратный призёр в абсолютном зачёте по конькобежному спорту, многократный рекордсмен СССР. Заслуженный мастер спорта СССР (1947), судья Всесоюзной категории, почётный судья по спорту. Выступал за ДСО «Торпедо», ДСО «Водник» (Горький).

## Биография
Евгений Летчфорд, потомственный англичанин, родился в Нижнем Новгороде. Его дед в позапрошлом столетии приехал на паровозе в Россию и остался здесь жить. Ещё с раннего детства, в 20-х годах прошлого столетия, маленький Женя вместе с друзьями наблюдал за соревнованиями в их городе, когда приезжали Яков Мельников, Григорий Кушин и другие конькобежцы. На коньках-снегурках он бегал по льду наперегонки и старался копировать стиль и технику мастеров. В 1931 году 17-летний паренёк впервые участвовал в школьных соревнованиях, где выступил плохо и решил, что не выйдет из него скорохода
Ещё в 1929 году Летчфорд увлёкся хоккеем, и уже будучи на учёбе в техникуме стал душой хоккейной команды, но в свободные от хоккейных тренировок дни юноша выходил на хоккейных коньках на лёд и вместе со скороходами пробегал по 10-12 кругов. Как-то в Сормово проводились районные соревнования по простым конькам. Евгений принял в них участие и легко выиграл первое место. С 1936 года он стал кататься на беговых коньках. Тренируясь на беговых коньках, он продолжал играть в хоккей и это обстоятельство мешало его росту, ибо техника и координация в этих видах были разные.
Однако на областных соревнованиях обыграл всех горьковских мастеров, лишь три десятых очка не добрал до звания мастера спорта. В 1937 году Летчфорд поступил в Горьковский институт инженеров водного транспорта на механический факультет и будучи студентом ушёл из хоккея. 1937 год принёс ему ряд блестящих побед, в том числе на первенстве СССР, где он занял 3-е место, уступив только таким асам, как Яков Мельников и Иван Аниканов. В то время от тренировался под руководством ветерана конькобежного спорта А. Челышева.
В 1938 году Евгений Летчфорд стал чемпионом и рекордсменом страны, побив в том же году рекорд Якова Мельникова на дистанции 10 000 метров, который держался 19 лет! А также побил рекорды на дистанциях 3000 и 5000 метров. Через год он во второй раз стал чемпионом СССР в абсолютном зачёте, обойдя всё тех же Аниканова и Мельникова. В 1940‑м он окончил вуз, а во время Великой Отечественной работал на нефтеперерабатывающем заводе инженером отдела главного механика. В 1943 году он стал бронзовым призёром чемпионата СССР в многоборье, а в 1945 и 1946 годах занимал 5-е и 6-е места.

## Тренерская карьера
Вскоре после войны, в 1945 году, на стадионе «Водник» по инициативе Летчфорда была создана ДЮСШ «Водник». Он набрал группу школьников, среди которых была и юная Наташа Донченко. С ней наставник прошёл путь от подростков до взрослых, сделав Наталью чемпионкой мира на «пятисотке» в Финляндии. Владимира Сахарова, которого он нашёл среди отличников Горьковского медицинского института, привёл к званию чемпиона Союза в многоборье на «Медео». Подготовил более 20 мастеров спорта, чемпионов СССР и РСФСР. Попутно Летчфорд преобразовал секцию на родном стадионе в ДЮСШ, став её первым директором. Ему также было присвоено звание судьи всесоюзной категории. Евгений Иосифович скончался в возрасте 70 лет в Горьком. Похоронен на кладбище «Марьина роща».